# Ursula Mamlok
Ursula Mamlok (geboren am 1. Februar 1923 in Berlin; gestorben am 4. Mai 2016 ebenda), geb. Meyer bzw. Mayer, anschließend Lewy, war eine deutsch-US-amerikanische Komponistin und Dozentin.

## Biographie

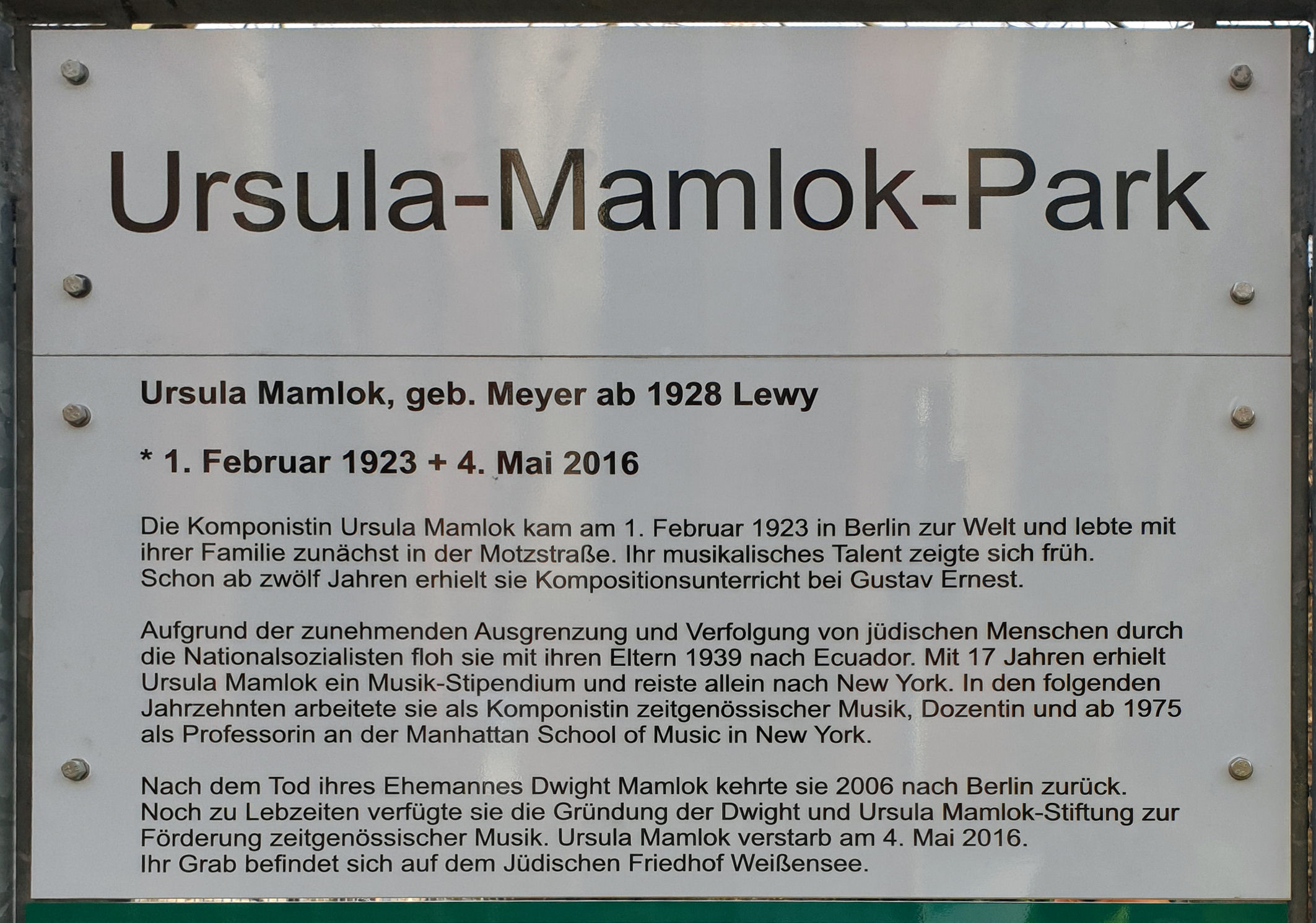
Gedenktafel am Ursula-Mamlok-Park, in Berlin-Schöneberg

Als Ursula Mamlok zwei Jahre alt war, verstarb ihr Vater Hans Meyer, worauf die Mutter 1929 erneut heiratete und Ursula den Nachnamen des Stiefvaters Lewy erhielt. Nachdem sie die Grundschule in der Pestalozzistraße beendet hatte, besuchte sie anschließend das Fürstin-Bismarck-Lyzeum in Berlin (heute Sophie-Charlotte-Oberschule).
Wie für alle Juden begann auch für Ursula Mamlok und ihre Familie Mitte der 1930er Jahre eine Zeit von Benachteiligung und Unterdrückung. So mussten 1938 im Fürstin-Bismarck-Lyzeum alle jüdischen Kinder die Schule verlassen. Kurzzeitig konnte sie noch in einer Berufsschule unterkommen, wo sie korrektes Bettenmachen und Bügeln lernen sollte, bevor ihr aber dort ebenso der Besuch untersagt wurde. Von den Nationalsozialisten verfolgt, verließ die Familie Lewy – mit Ausnahme der Großeltern, die kein Affidavit besaßen und später in Auschwitz ermordet wurden – das Land und ging 1939 ins ecuadorianische Exil nach Guayaquil.
Früh begann sie mit einer musikalischen Ausbildung und erhielt mit 12 Jahren professionellen Kompositionsunterricht von Gustav Ernest (1858–1941), einem Dozenten der Berliner Friedrich-Wilhelms-Universität (heute Humboldt-Universität Berlin). Im Exil gab es jedoch kaum Möglichkeiten, ihre musikalische Laufbahn weiter zu verfolgen. Zwar gab es in Guayaquil ein Konservatorium, wo sie zusätzlich Unterricht bei Angelo Negri (1878–1947) nahm, der jedoch Mamlok nicht zufriedenstellte. Sie nahm deshalb den langwierigen Postweg nach Berlin in Kauf, um mit ihrem früheren Lehrer Gustav Ernest wieder in Kontakt zu treten. Das war aber nicht für lange möglich, da Ernest später in die Niederlande auswanderte und dann von den Nationalsozialisten ermordet wurde.
Sie verschickte immer wieder Manuskripte ihrer Kompositionen an verschiedene Konservatorien in den USA. Ein Jahr nach ihrer Ankunft in Guayaquil erhielt sie ein Stipendium an der Mannes School of Music in New York. Gerade einmal 17 Jahre alt, reiste sie allein mit dem Schiff von Ecuador nach New York.
Da der dortige Kompositionsunterricht bei George Szell für Ursula Lewy zu konservativ war, bewarb sie sich im Sommer 1944 erfolgreich für ein dreimonatiges Stipendium an dem berühmten Black Mountain College, wo in den folgenden Jahren auch John Cage lehrte. Dort begegnete sie erstmals den Werken Schönbergs und der Wiener Schule. Sie nahm dort Klavierunterricht bei Eduard Steuermann und besuchte eine Meisterklasse bei Ernst Krenek. Roger Sessions prägte sie nachhaltig und veranlasste sie, Kompositionsunterricht bei ihm zu nehmen. Später ergänzte sie diesen mit Unterricht bei Jerzy Fitelberg.
1947 heiratete Ursula Lewy Dwight Mamlok (1923–2005) und zog nach San Francisco. Da sie noch über keinen Hochschulabschluss verfügte und sich  nicht als „fertige Komponistin“ fühlte, kehrten sie nach New York zurück, wo sie schließlich mithilfe eines inzwischen dritten Stipendiums bei Vittorio Giannini an der Manhattan School of Music ihren Bachelor und 1957 ihren Master of Music erhielt.
In der Folgezeit lehrte Mamlok selbst 40 Jahre lang Komposition an der Manhattan School of Music sowie an der New York University und der Temple University. Zu ihren bekanntesten Schülern zählt die Komponistin und Dirigentin Tania León.
2006 – nach fast 70 Jahren in den USA – kehrte sie nach dem Tod ihres Mannes Dwight Mamlok nach Berlin zurück. „Es ist eine Rückkehr in die Geburtsstadt“ und „nicht in die ‚Heimat‘ […].“ Denn: „Meine Heimat ist die Musik“, wie sie selbst sagte.
Ursula Mamlok starb am 4. Mai 2016 in ihrer Geburtsstadt Berlin und wurde auf dem Jüdischen Friedhof Weißensee beigesetzt. Das Bezirksamt Tempelhof-Schöneberg von Berlin benannte am 1. Februar 2023 einen Park an der Schöneberger Gleditschstraße nach ihr.

## Musikstil
Stilistisch bewegten sich Mamloks Werke bis Ende der 1950er Jahre in der Nähe von Paul Hindemith. Von ihnen gehört das Woodwind Quintet (1956) zu den wenigen Werken, das bis heute immer wieder zur Aufführung kommt.
In der Folgezeit begann Ursula Mamlok neue musikalische Wege zu suchen. Hierfür nahm sie 1960 Unterricht bei dem ebenfalls von den Nationalsozialisten verfolgten und nach New York ausgewanderten Stefan Wolpe. Das fand jedoch sein Ende, als sie dessen Schüler Ralph Shapey kennenlernte. „Bei ihm war die Komponistin am Ziel.“ Mit seinem Einfühlungsvermögen war es Ursula Mamlok endlich möglich, sich kreativ zu entfalten und neue Kompositionstechniken einzubinden. Es war auch Shapey, der ihr erste wichtige Aufführungen verschaffte, u. a. mit den Ensembles „Group Of Contemporary Music“, „Continuum“, „Speculum“, „Music In Our Time“ und „Da Capo“.
Die Stilfrage stellte Paul Hertelendy wie folgt: „Gehört sie zur alten Schule? Zur neuen Schule? Zur Postmoderne? Ich finde, sie ist einfach Mamlok: unabhängig, kreativ, dissonant und von innen heraus.“
Ihren späten Stil fasste 2010 Daniel Lienhard in der Schweizer Musikzeitung wie folgt zusammen: „Durch den Einfluss von Wolpes Theorie des nichtlinearen, mehrdimensionalen musikalischen Raums, Shapeys dissonantem Kontrapunkt sowie Schönbergs Zwölftontechnik erhalten Mamloks Werke von nun an einen modernistischen Zug, der bis heute anhält.“

## Werke
Mamloks Œuvre umfasst etwa 75 Kompositionen, darunter Orchesterwerke, zahlreiche kammermusikalische Werke, Chorwerke, Werke für Solo-Instrumente, ein elektronisches Werk sowie Unterrichtsmaterialien. Dabei sind sie oft besonders geprägt von schwierigen, gegeneinander gesetzten Rhythmen, wie in dem äußerst komplexen String Quartet No. 1 (1962), und von Kontrasten, wie sie sich in dem dramatischen Aufbau in Mamloks wohl bekanntestem Werk Der Andreasgarten finden, einem Liederzyklus nach Gedichten von Dwight Gerard Mamlok (1987).

## Auszeichnungen
- National Endowment for the Arts (1968 & 1981)
- Preis der Koussewitzky Foundation (1989)
- Fromm Foundation Grant (1994)
- John Simon Guggenheim Fellowship (1995)
- Preis der American Academy
- Preis des Institute of Arts and Letters
- Preis der Martha Baird Rockefeller Foundation
- Verdienstkreuz 1. Klasse der Bundesrepublik Deutschland (2013)